# Malîi Krîvotîn, Iemilciîne
Malîi Krîvotîn (în ucraineană Малий Кривотин) este un sat în comuna Krîvotîn din raionul Iemilciîne, regiunea Jîtomîr, Ucraina.

## Demografie
Componența lingvistică a localității Malîi Krîvotîn
     Ucraineană (100%)
Conform recensământului din 2001, toată populația localității Malîi Krîvotîn era vorbitoare de ucraineană (100%).